# Maped
Maped je francouzská firma vyrábějící kancelářské školní a výtvarné potřeby. Byla založena v roce 1947. V té době byla rodinnou firmou vyrábějící hlavně kružítka. Později se její portfolio rozšířilo například o nůžky, ořezávátka a po roce 1996 už firma dovážela kompletní kancelářské školní a výtvarné potřeby.

## Sortiment
V dnešní době (r. 2020) firma produkuje např. fixy s omyvatelným inkoustem nebo ergonomické pastelky kreslící sytými barvami. Nechybí ani vodou roztíratelné akvarelové pastelky, voskovky, popisovače, barevné křídy, olejové pastely s perfektním krytím barev nebo nejrůznější dětské a umělecké nůžky.